# Kopaniarze
Kopaniarze [pronunciación en polaco: /kɔpaˈɲaʐɛ/] es un pueblo en el distrito administrativo de Gmina Rybno, dentro del Distrito de Działdowo, Voivodato de Varmia y Masuria, en el norte de Polonia. Se encuentra aproximadamente 3 kilómetros al sudoeste de Rybno, 23 kilómetros al noroeste de Działdowo, y 63 kilómetros al sudoeste de la capital regional, Olsztyn.